# Charles Blount (déiste)
Pour les articles homonymes, voir Charles Blount et Blount.
Charles Blount, né le 27 avril 1654 à Upper Holloway (Islington) et mort à Londres en août 1693, est un déiste anglais. 

## Biographie
Charles Blount reçut son éducation dans la maison paternelle. Il publia, en 1679, un livre intitulé Anima mundi, ou Exposé historique des opinions des anciens, concernant l’âme humaine après la mort, conformément aux simples lumières de la nature, in-8°. Cet ouvrage, écrit, à ce que l’on croit, sous la direction de sir Henri Blount, son père, excita un soulèvement général contre l’auteur, fut réfuté dans plusieurs pamphlets, et condamné par l’évêque de Londres. Ce fut en 1680 que parut le plus célèbre de ses ouvrages, les Deux premiers Livres de Philostrate, concernant la vie d’Apollonios de Tyane, écrits originairement en grec, avec des notes philologiques sur chaque chapitre, in-fol. Ce livre fut supprimé dès qu’il parut, comme la plus dangereuse attaque qui eût jamais été tentée en Angleterre contre la religion chrétienne. Il s’en répandit seulement quelques exemplaires dans l’étranger, en sorte qu’il est devenu très-rare. Ce qui, dans cet ouvrage, donna particulièrement l’alarme aux théologiens, ce furent quelques notes tirées, dit-on, des papiers du lord Edward Herbert de Cherbury. Dans la même année, Charles Blount s’exposa à de nouvelles clameurs, par la publication d’un autre livre, où, sous le prétexte de démasquer la superstition, il attaqua de nouveau la doctrine chrétienne. Ce livre a pour titre : Grande est la Diane des Ephésiens, ou Origine de l’idolâtrie et institution politique des sacrifices des gentils, 1680, in-8°. Il publia, en 1683, in-12, mais sans y mettre son nom : Religio laici, et, en 1684 : Janua scientiarum, ou Introduction à la géographie, à la chronologie, au gouvernement, à l’histoire, à la philosophie et à toutes les branches intéressantes de la science, in-8°. Blount écrivit ensuite en faveur de la liberté de la presse un traité qui a été regardé comme un de ses meilleurs ouvrages. Partisan de la révolution qui plaça le prince d’Orange sur le trône d’Angleterre, il composa un pamphlet où il établit que le roi Guillaume et la reine Marie sont parvenus au trône par le droit de conquête. Cette opinion, déjà soutenue par l’évêque Burnet, blessa tellement la chambre des communes, que le pamphlet fut condamné à être brûlé. Après un premier mariage, Blount, resté veuf, devint amoureux de la sœur de sa femme ; quoique sensible à sa passion, celle-ci opposa à ses désirs des scrupules fondés sur sa première union. Blount prit alors la plume, et écrivit sur ce sujet une lettre remplie d’érudition et d’adresse ; mais l’archevêque de Cantorbéry et quelques théologiens s’étant déclarés contre son opinion et ses vœux, et la femme qu’il aimait s’étant montrée déterminée à suivre leur décision, le désespoir lui fit perdre la raison, et il se tira un coup de pistolet : il survécut trois jours à sa blessure, et mourut dans le mois d’août 1693. Un grand nombre de ses lettres particulières furent publiées la même année dans un petit volume intitulé les Oracles de la Raison, 1693, in-8°, par Charles Gildon. Les Oracles de la Raison ont été réimprimés en 1695, avec plusieurs autres opuscules de Blount, sous le titre d’œuvres mêlées de Charles Blount. Ses notes sur la vie d’Apollonios de Tyane se trouvent dans la traduction française de cet ouvrage, par de Castilhon.

## Œuvres
Ses principaux écrits qui firent scandale sont :
- Anima mundi ou Exposé des opinions des anciens sur l'âme humaine après la mort, 1679 ;
- La traduction de l'ouvrage de Philostrate, Vie d'Appollonius de Tyane, avec notes, 1680 ;
- Origine de l’idolâtrie, 1680 ;
- Religio laici, 1683 ;
- les Oracles de la raison, 1693 ;
- Manuel des Déistes, 1705.

## Sources
- « Blount (Charles) », dans Louis-Gabriel Michaud, Biographie universelle ancienne et moderne : histoire par ordre alphabétique de la vie publique et privée de tous les hommes avec la collaboration de plus de 300 savants et littérateurs français ou étrangers, 2e édition, 1843-1865 [détail de l’édition]
- Cross, F.L. and E. A. Livingstone, ed.  The Oxford Dictionary of the Christian Church.  New York: Oxford University Press, 1978.
- Pfanner, David, in H.C.G. Matthew and Brian Harrison, eds.  The Oxford Dictionary of National Biography.  vol. 6, 294-5.  London: Oxford UP, 2004.
- Marie-Nicolas Bouillet  et Alexis Chassang (dir.), « Charles Blount » dans Dictionnaire universel d’histoire et de géographie, 1878 (lire sur Wikisource)